# Люцин (Західнопоморське воєводство)
Люцин (пол. Lucin, нім. Luisenhof) — село в Польщі, у гміні Пшелевиці Пижицького повіту Західнопоморського воєводства.
Населення — 192 особи (2011).
У 1975-1998 роках село належало до Щецинського воєводства.

## Демографія
Демографічна структура станом на 31 березня 2011 року:
|          | Загалом | Допрацездатний вік | Працездатний вік | Постпрацездатний вік |
| -------- | ------- | ------------------ | ---------------- | -------------------- |
| Чоловіки | 103     | 13                 | 77               | 13                   |
| Жінки    | 89      | 14                 | 54               | 21                   |
| Разом    | 192     | 27                 | 131              | 34                   |